# Sally Rooney
Sally Rooney (født 20. februar 1991) er en irsk forfatter, der er uddannet cand.mag i amerikansk litteratur ved Trinity College i Dublin i 2017.
Hun debuterede samme år med Samtaler med venner (på dansk 2018) og har derudover skrevet Normale mennesker (2018, på dansk 2019) og Skønne verden, hvor er du (2021, på dansk samme år). Normale mennesker er udkommet på 46 sprog og er blevet til en tv-serie under samme navn. Hun skrev desuden digte som teenager, som hun fik trykt et par stykker af. I 2015 fik hun trykt et essay i Dublin Rewiev.
I forbindelse med udgivelsen af sin tredje bog nægtede hun at lade den udgive i Israel, da hun bakker op om BDS, der er en bevægelse, der støtter boykot af og sanktioner mod Israel, som hun kalder en apartheid-stat.

## Priser
Sally Rooney har modtaget følgende litteraturpriser.
- Sunday Times Young Writer of the Year, 2017
- Costa Novel Award, 2018.
- Novel of the Year, Irish Book Awards 2018
- Waterstones Book of the Year, 2018
- Book of the Year, British Book Awards 2019.